# Jean-Baptiste Paulin Guérin
Jean-Baptiste Paulin Guérin (Tolone, 25 marzo 1783 – Parigi, 19 gennaio 1855) è stato un pittore francese.

## Biografia
Nacque in una famiglia operaia che si trasferì a Marsiglia quando suo padre acquisì un'attività di fabbro nel 1794. Sin dall'infanzia mostrò una grande predisposizione al disegno e alla pittura. Con un altro aspirante pittore, suo amico, Augustin Aubert, si trasferì a Parigi nel 1802. 

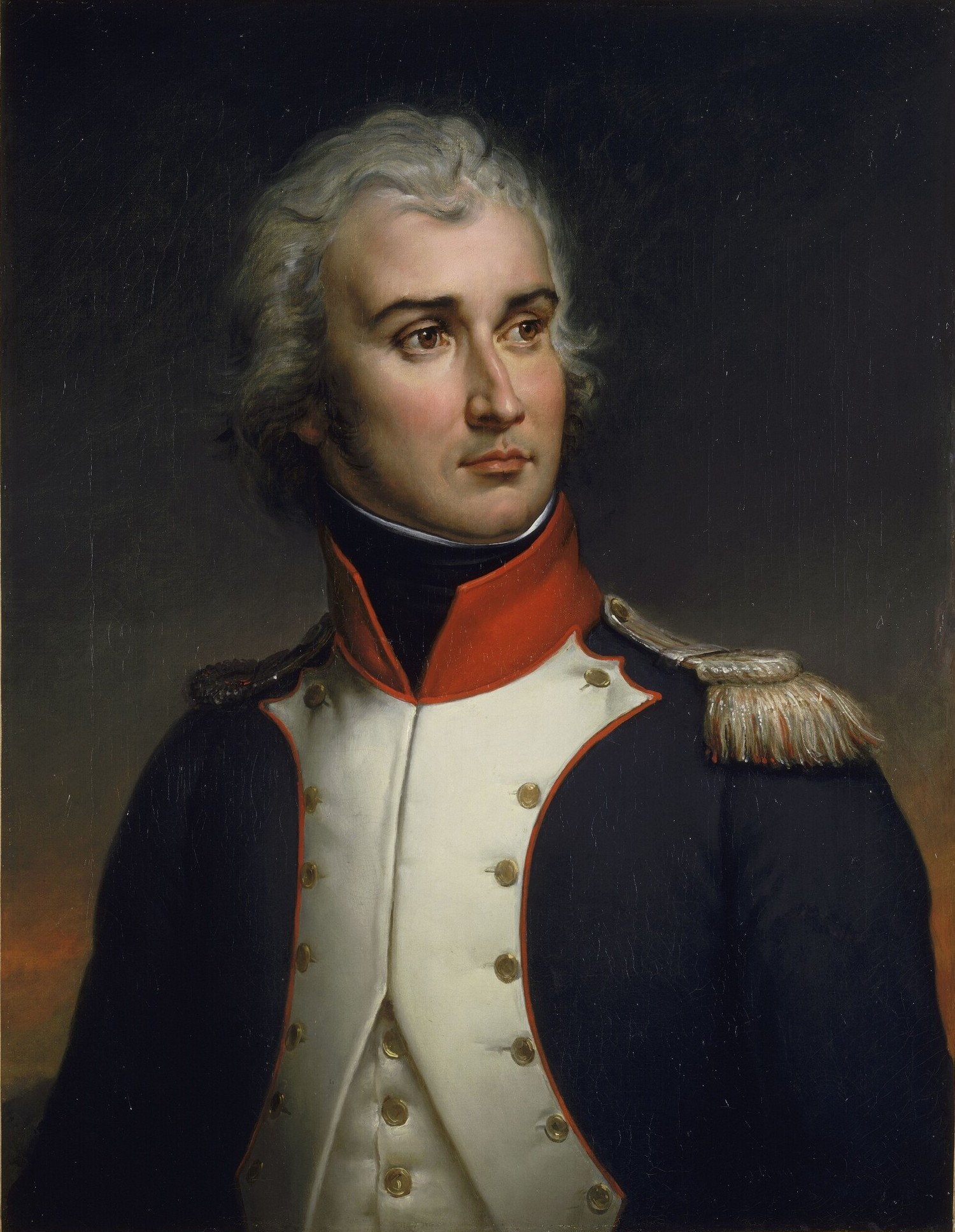
Ritratto di Jean Lannes (1835)

Per un breve periodo lavorò come assistente di François Gérard mentre, allo stesso tempo, prestava servizio come apprendista non retribuito nello studio di François-André Vincent. Nel 1810, presentò alcuni dei suoi dipinti al Salon, dove furono generalmente ben accolti.
Vivant Denon  gli chiese di decorare una delle volte del Palazzo delle Tuileries, ma il progetto non fu mai terminato a causa della Restaurazione borbonica . Successivamente, contribuì a restaurare il Palazzo di Versailles e i dipinti lì contenuti.  Nel 1817 vinse una medaglia d'oro per Jésus mort et la Mère des douleurs, creata per la Basilica di Baltimora, la più antica struttura cattolica maggiore negli Stati Uniti.

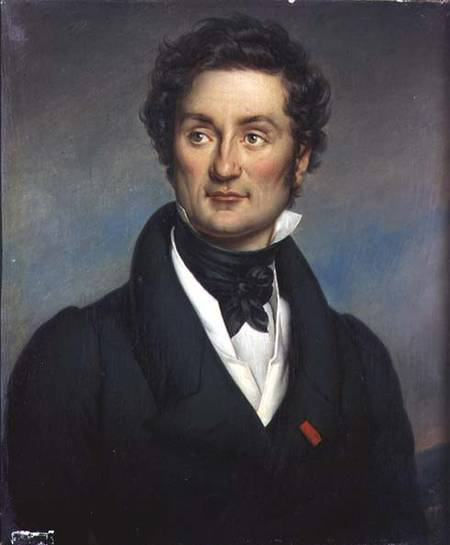
Ritratto di Charles Nodier (1844)

Nel 1822 il suo dipinto Venere e Anchise attirò l'attenzione del re Luigi XVIII e nello stesso anno fu insignito della Legion d'onore. Due anni dopo il re gli commissionò il suo ritratto. 
Durante il regno di re Luigi Filippo, continuò a ricevere numerose commissioni pubbliche.
Pochi mesi dopo la sua morte, una grande mostra dei suoi dipinti fu data all'Exposition Universelle (1855).